# Forest Crossing
Forest Crossing az Amerikai Egyesült Államok északnyugati részén, Oregon állam Crook megyéjében elhelyezkedő önkormányzat nélküli település.